# Auchenorrhyncha

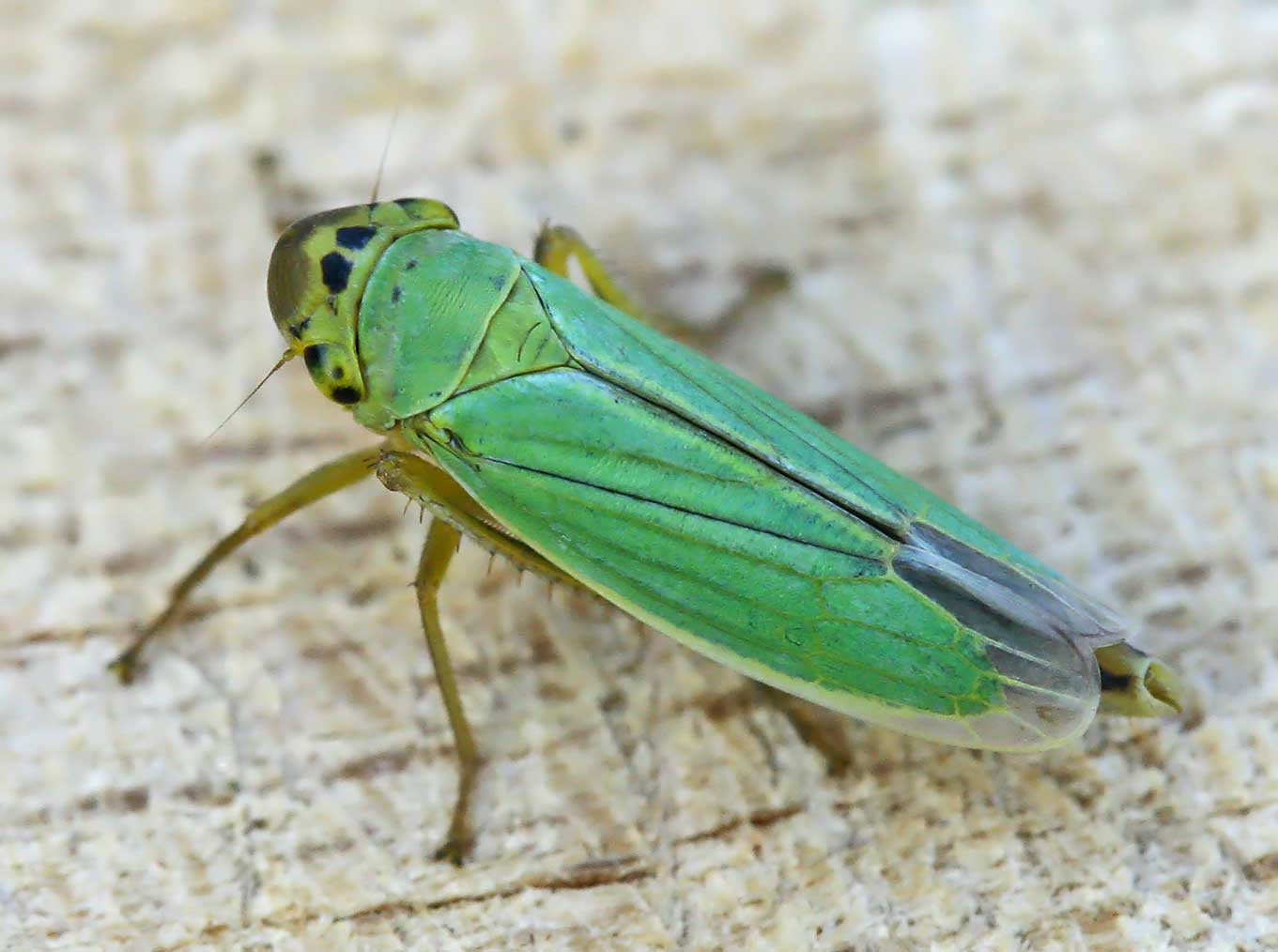
Cigarra da espécie Cicadella viridis.

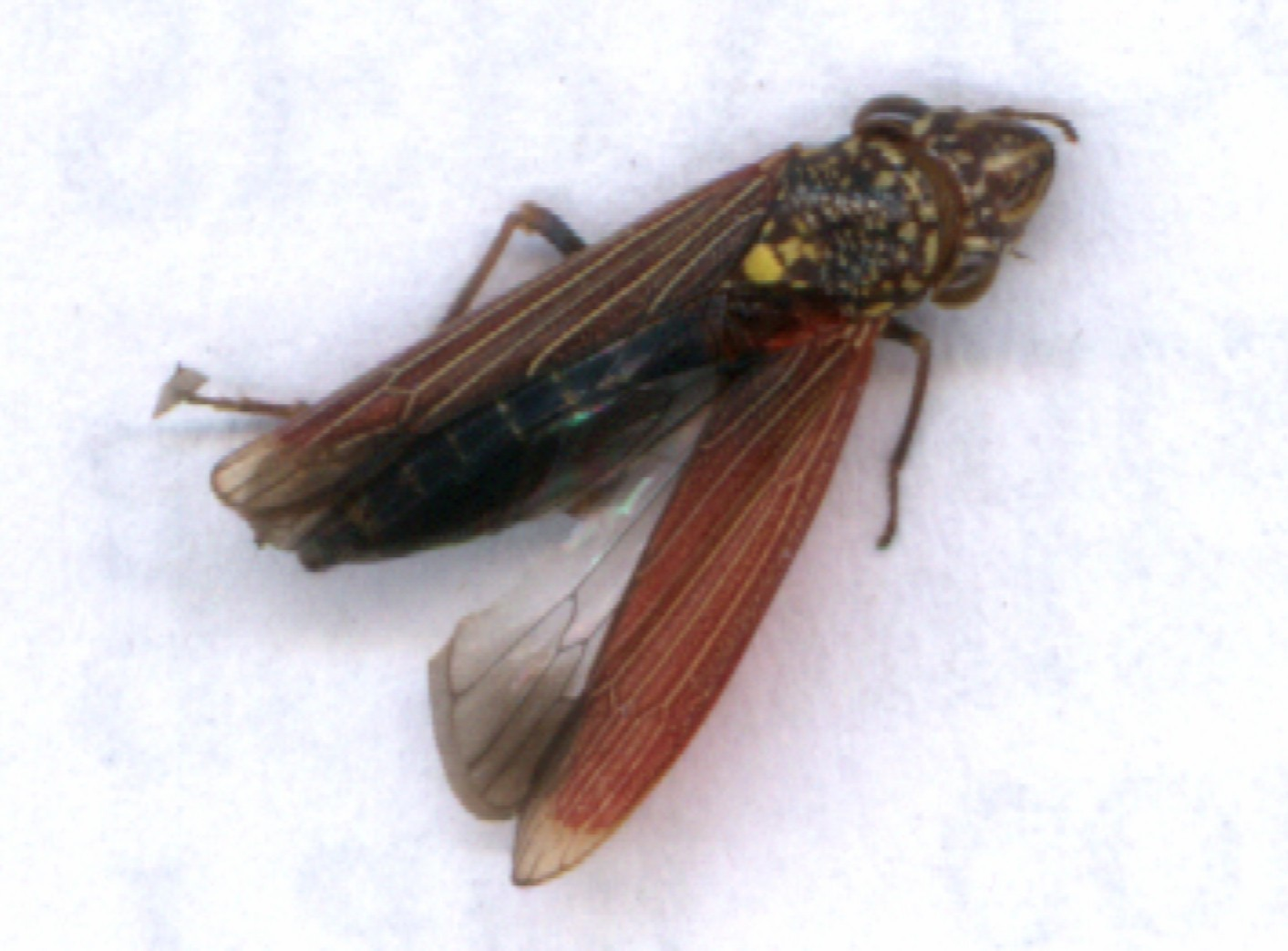
exemplar de cigarrinha

Auchenorrhyncha é uma subordem de insetos da ordem Hemiptera que contém as cigarras (Cicadidae) e famílias próximas (Cicadellidae, Membracidae, Fulgoromorpha e a superfamília Cercopoidea). São fitófagos com desenvolvimento pós-embrionário por hemimetabolia e são capazes de emitir sons como forma de comunicação, em frequências audíveis e infrassónicas. Existe incerteza sobre a natureza monofilética do agrupamento, mas dados recentes parecem confirmar a validade do taxon.

## Taxonomia
A subordem Auchenorrhyncha resultou da separação dos antigos Homoptera em dois agrupamentos taxonómicos, transitando para a subordem Sternorrhyncha os áfidios e Coccoidea. Na sua presente delimitação a subordem Auchenorrhyncha está dividida em duas infraordens e quatro superfamílias, com a seguinte classificação:
- Infraordem Cicadomorpha (Clypeorrhyncha, Clypeata)
  - Superfamília Cercopoidea
    - Aphrophoridae
    - Cercopidae
    - Clastopteridae
    - Epipygidae
    - Machaerotidae

  - Superfamília Cicadoidea (cigarras)
    - Cicadidae (Platypediidae, Plautillidae, Tettigadidae, Tibicinidae)
    - Tettigarctidae

  - Superfamília Membracoidea (Cicadelloidea)
    - Aetalionidae (Biturritiidae)
    - Cicadellidae (Eurymelidae, Hylicidae, Ledridae, Ulopidae)
    - Melizoderidae
    - Membracidae (Nicomiidae)
    - Myerslopiidae (Cicadellidae, em parte)
- Infraordem Fulgoromorpha (Archaeorrhyncha)
  - Superfamília Fulgoroidea
    - Acanaloniidae
    - Achilidae
    - Achilixiidae
    - Cixiidae
    - Delphacidae
    - Derbidae
    - Dictyopharidae
    - Eurybrachyidae
    - Flatidae
    - Fulgoridae
    - Gengidae
    - Hypochthonellidae
    - Issidae
    - Kinnaridae
    - Lophopidae
    - Meenoplidae
    - Nogodinidae
    - Ricaniidae
    - Tettigometridae
    - Tropiduchidae

Até 1995, Auchenorrhyncha foi considerado um grupo monofilético, contudo estudos publicados após aquele ano produziram evidências de que os Auchenorrhyncha são uma linhagem parafilética. Esses estudos levaram à sua subdivisão em duas subordens:
- Clypeorrhyncha (= Cicadomorpha)
- Archaeorrhyncha (= Fulgoromorpha)

Ao confirmar-se a parafilia de Auchenorrhyncha, o grupo deveria ser abandonado e a ordem Hemiptera passaria a subdividir-se nas seguintes subordens:
- Sternorrhyncha
- Clypeorrhyncha (= Cicadomorpha)
- Archaeorrhyncha (= Fulgoromorpha)
- Prosorrhyncha (que inclui os Heteroptera)

Entre os grupos melhor conhecidos de Auchenorrhyncha estão:
- Cicadidae
- Cercopidae e famílias anexas
- Membracidae
- Cicadellidae
- Fulgoroidea